# Досталь, Йосеф (ботаник)
Йо́сеф До́сталь (чеш. Josef Dostál; 1903—1999) — чешский ботаник-систематик.

## Биография
Йосеф Досталь родился в Праге 20 декабря 1903 года. Заинтересовался ботаникой ещё в школе, познакомившись с учёным Йосефом Рогленой. Учился в Карловом университете, получил степень кандидата наук за работу по экологическим особенностям камнеломок. Досталь занимался изучением флоры Чехословакии, в 1939 году во время фашистской оккупации он вместе с Карелом Домином создал организацию по определению сбору лекарственных растений. В 1946 году за монографию васильков Чехословакии Досталь был удостоен степени доктора наук. С 1955 года Йосеф Досталь был профессором Карлова университета.
В 1957 году Йосеф Досталь перевёл на чешский язык Международный кодекс ботанической номенклатуры, таким образом создав первый в истории перевод кодекса на какой-либо из славянских языков.
В 1963 году Досталь был вынужден покинуть Карлов университет и перейти в Университет Палацкого в Оломоуце, где работал до 1970 года. Он принимал участие в создании фундаментальной монографии Flora europaea, а также сводки Flóra Slovenska.
Йосеф Досталь скончался 12 мая 1999 года в Праге.

## Некоторые научные публикации
- Dostál, J. (1950). Květena ČSR. 2269 p., 71 pl.
- Dostál, J. (1952). Morfologie a základy fylogenese rostlin. 365 p., 72 pl.
- Dostál, J. (1954). Klíč k úplné květeně ČSR. 1183 p.
- Dostál, J. (1957). Botanická Nomenklatura. 269 p.
- Dostál, J. (1965). Soustavná botanika. 189 p., 51 tab.
- Dostál, J. (1989). Nová Květena ČSSR. 1548 p.

## Растения, названные в честь Й. Досталя
- Alchemilla dostalii Plocek, 1986
- Dianthus ×dostalii Novák, 1935
- Plantago dostalii Domin, 1933 [= Plantago major L., 1753]